# 古代ローマ貴族の夢
『古代ローマ貴族の夢』（こだいローマきぞくのゆめ、西: El sueño del patricio、英: The Patrician's Dream）、または『ローマのサンタ・マリア・マッジョーレ聖堂の創建 (1) 古代ローマ貴族ヨハネの夢』（ローマのサンタ・マリア・マッジョーレせいどうのそうけん (1) こだいローマきぞくヨハネのゆめ、西: La fundación de Santa Maria Maggiore de Roma I: El sueño del patricio Juan、英: The Foundation of Santa Maria Maggiore in Rome I: The Dream of Patrician John）は、スペインのバロック絵画の巨匠バルトロメ・エステバン・ムリーリョが円熟期の1662-1665年ごろ、キャンバス上に油彩で制作した絵画である。1901年以来、マドリードのプラド美術館に所蔵されている。

## 歴史

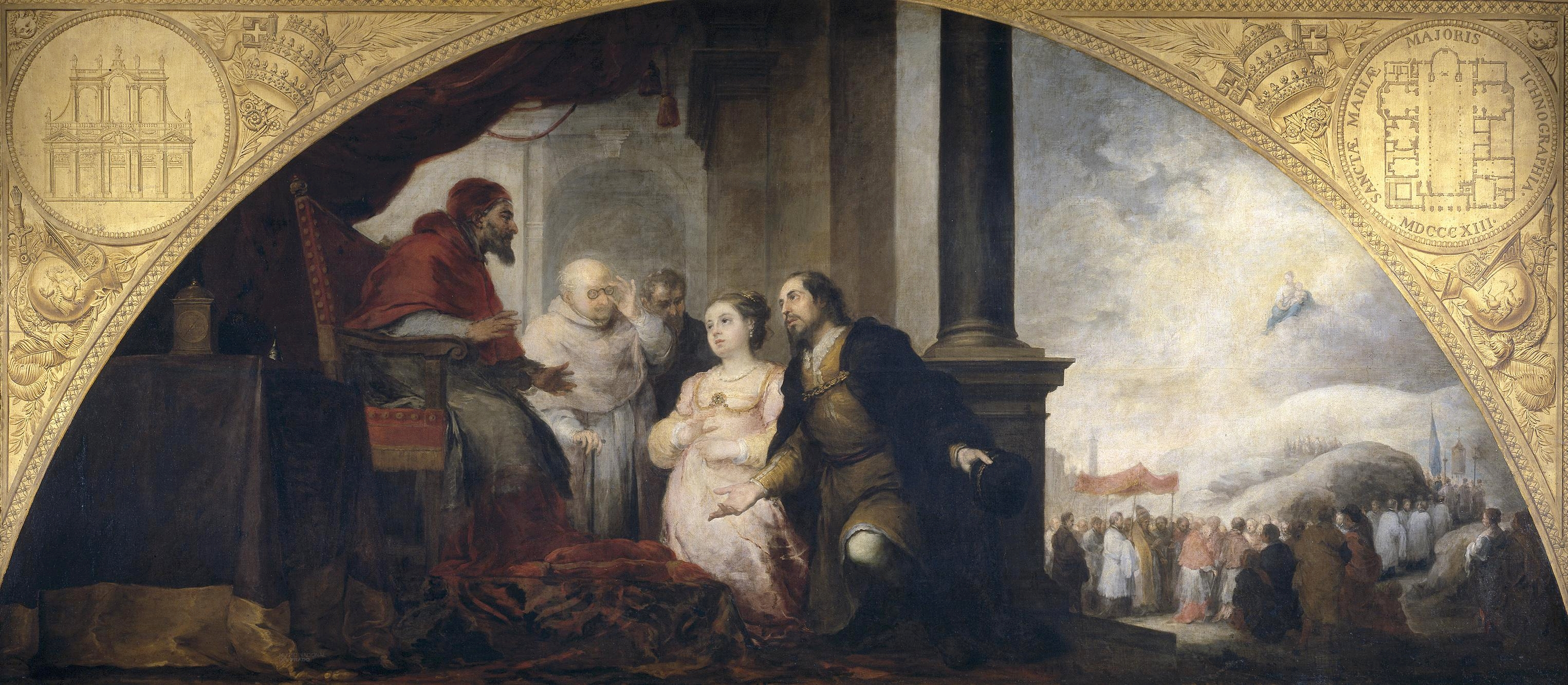
ムリーリョ『ローマのサンタ・マリア・マッジョーレ聖堂の創建 (2) 教皇リベリウスに夢のお告げを明かす古代ローマ貴族ヨハネと妻』 (1662-1665年ごろ)、 プラド美術館

本作と『ローマのサンタ・マリア・マッジョーレ聖堂の創建 (2) 教皇リベリウスに夢のお告げを明かす古代ローマ貴族ヨハネと妻』には、『無原罪の御宿リ』 (ルーヴル美術館) と『聖餐の勝利』 (ファーリンドン男爵コレクション、バスコット・パーク) が付随していた。これらすべての作品は、セビーリャのサンタ・マリア・ブランカ (Santa María la Blanca) 教会のために制作された。この教会は本来シナゴーグであったが、1662-1665年の間に教皇アレクサンデル7世の「無原罪の御宿り」の祝日を制定した使徒憲章 (Apostolic Constitution)『Sollicitudo omnium ecclesiarum』を記念して改修されたものであった。本作と対作の『ローマのサンタ・マリア・マッジョーレ聖堂の創建 (2) 教皇リベリウスに夢のお告げを明かす古代ローマ貴族ヨハネと妻』は、パリのナポレオン美術館 (現在のルーヴル美術館) のためにニコラ＝ジャン・ド・デュ・スールト元帥により略奪された。ローマのサンタ・マリア・マッジョーレ聖堂の画面と外観を表した黄金色の額装は、当時施されたものである。両作品は1816年にスペインに返還され、王立サン・フェルナンド美術アカデミーに収蔵されたが、1901年にプラド美術館に移された。

## 作品
本作は元来、『ローマのサンタ・マリア・マッジョーレ聖堂の創建 (2) 教皇リベリウスに夢のお告げを明かす古代ローマ貴族ヨハネと妻』 (プラド美術館) と対をなしていた。両作ともローマのサンタ・マリア・マッジョーレ聖堂の創建にまつわる物語を表している。古代ローマの貴族ヨハネの夢に聖母マリアが現れ、エスクイリヌスの丘 (画面左側の雪に埋もれた部分) に教会を建立せよ、そしてそこに行けば、雪の上におのずと建物の配置がわかるであろう、と告げる。穏やかで静謐な場面に光を伴なって現れた聖母は、円熟期のムリーリョの画風を特徴づける非常に軽く淡い筆致で描かれている。人物の衣装はムリーリョの時代のもので、画家は絵画を古代ローマに設定していない。
対作品の『ローマのサンタ・マリア・マッジョーレ聖堂の創建 (2) 教皇リベリウスに夢のお告げを明かす古代ローマ貴族ヨハネと妻』では、ヨハネとその妻がローマ教皇リベリウスに夢で聖母が現れたことを伝える。この後、リベリウスは聖母のお告げの真偽を確かめるためにエスクイリヌスの丘に使いを送る。作品の左側には、ヨハネ夫妻の報告を聞く教皇の横顔が逆行の中に際立って描かれている。右側には、教皇一行が件の丘に行ってみると奇蹟的にも教会の基礎部分がそこに記されていたという逸話が描かれている。ちなみに、この作品では、教皇リベリウスの顔はアレクサンデル7世のものとなっている。